# Uso di enteogeni da parte degli Aztechi

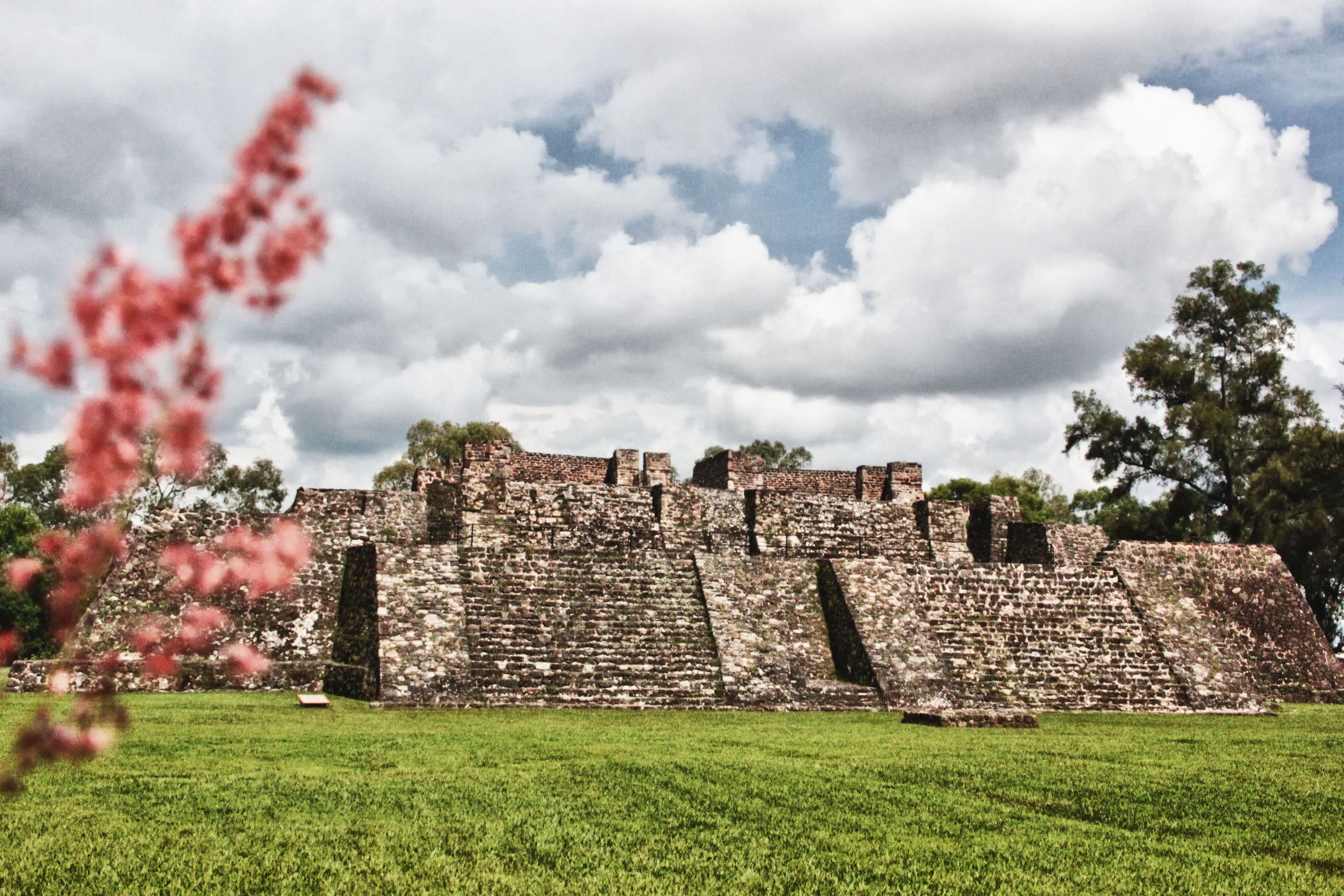
Piramide di Teopanzolco (Messico)

L'uso di enteogeni da parte degli Aztechi era costituito dall'impiego di una varietà di piante e animali enteogenici nella loro società. Le varie specie sono state identificate tramite le loro rappresentazioni su murales, vasi e altri oggetti. Le piante utilizzate comprendevano ololiuqui (Rivea corymbosa), teonanácatl (Psilocybe), sinicuichi (Heimia salicifolia), toloatzin (Datura), peyotl (Lophophora williamsii) e molte altre.

## Storia
Ci sono molte evidenze archeologiche che indicano l'uso di enteogeni nella storia primordiale della Mesoamerica. Luoghi di sepoltura olmechi con resti del rospo Bufo (Bufo marinus), effigi di funghi Maya e gli scritti spagnoli indicano tutti un forte uso di sostanze psicoattive nello stile di vita azteco.
Il codice fiorentino contiene molteplici riferimenti all'uso di piante psicoattive presso gli aztechi. L'undicesimo libro della serie contiene l'identificazione di cinque enteogeni vegetali. R. Gordon Wasson, Richard Evans Schultes e Albert Hofmann hanno suggerito che la statua di Xochipilli, il "Principe dei fiori" azteco, contenga effigi di un certo numero di enteogeni vegetali.
Le piante erano utilizzate principalmente dai sacerdoti, o tlamacazqui, da altri nobili e dai dignitari in visita. Li usavano per la divinazione proprio come fanno oggi i gruppi indigeni del Messico centrale. I sacerdoti avrebbero ingerito gli enteogeni anche per proferire profezie, interpretare visioni ed effettuare guarigioni.

## Ololiuqui e Tlitliltzin
Ololiuqui (Coatl xoxouhqui) è stato identificato come Rivea corymbosa nel 1941 da Richard Evans Schultes. Il nome Ololiuqui si riferisce ai semi marroni della pianta Rivea corymbosa (Morning Glory).
Tlitliltzin è stato identificato in seguito come Ipomoea violacea da R. Gordon Wasson. Questa variante contiene semi neri e di solito ha fiori di colore bluastro.
I semi di queste piante contengono l'ammide dell'acido d-lisergico psicoattivo, o LSA. La preparazione dei semi prevedeva la macinazione su un metate, seguita dal filtraggio con acqua per estrarre gli alcaloidi. La miscela risultante veniva quindi bevuta per ottenere visioni.
L'undicesimo libro del Codice fiorentino descrive l'intossicazione di Ololiuqui:
Fa ubriacare; sconvolge, turba, fa impazzire, fa indemoniare. Chi lo mangia, chi lo beve, vede molte cose che lo terrorizzano grandemente. Tale persona è davvero spaventata [dal] serpente velenoso che vede per questo motivo.
La gloria mattutina è stata utilizzata anche nei rituali di guarigione dal ticitl. Il ticitl ingeriva spesso ololiuqui per determinare la causa di malattie e morbi. Era anche usato come anestetico per alleviare il dolore creando una pasta dai semi e dalle foglie di tabacco e strofinandola poi sulla parte del corpo interessata.

## Funghi
Chiamato "Teonanácatl" in Nahuatl (letteralmente "dio fungo"— composto delle parole teo(tl) (dio) e nanácatl (fungo)) — il genere di funghi Psilocybe ha una lunga storia di utilizzo in Mesoamerica. I membri della classe superiore azteca spesso prendevano teonanácatl in occasione di manifestazioni e altri grandi raduni. Secondo Fernando Alvarado Tezozómoc, procurarsi funghi era spesso un compito difficile. Erano piuttosto costosi e anche molto difficili da individuare, poiché richiedevano ricerche notturne.
Sia frate Bernardino de Sahagún che frate Toribio de Benavente Motolinia descrivono l'uso dei funghi. Gli aztechi bevevano cioccolata e mangiavano i funghi con il miele. Coloro che dovevano partecipare alle cerimonie a base di funghi dovevano digiunare prima di ingerire il sacramento. L'atto di ingerire i funghi è noto come monanacahuia, che significa "se stesso fungo".
All'inizio erano stati serviti dei funghi... Non mangiarono più altro cibo; bevevano solo cioccolato durante la notte. E mangiarono i funghi con il miele. Quando i funghi hanno fatto effetto su di loro, allora hanno ballato, poi hanno pianto. Ma alcuni, mentre erano ancora in possesso dei loro sensi, entrarono e si sedettero lì vicino alla casa sui loro sedili; non fecero di più, ma restarono seduti ad annuire.
Alcune osservazioni scritte sotto l'influenza della dottrina del cattolicesimo danno conto dell'uso dei funghi tra i montezumanici. Presumibilmente, durante la cerimonia di incoronazione dell'imperatore, molti prigionieri furono sacrificati, la loro carne fu mangiata e i loro cuori rimossi. Coloro che erano invitati alla festa mangiavano funghi, che, secondo Diego Durán, facevano impazzire coloro che li mangiavano. Dopo la sconfitta degli Aztechi, gli spagnoli vietarono le pratiche e i rituali religiosi tradizionali che consideravano "idolatria pagana", compreso l'uso cerimoniale dei funghi.

## Sinicuichi
Non si sa molto dell'uso di sinicuichi (ortografia alternativa sinicuiche) tra gli Aztechi. R. Gordon Wasson ha identificato il fiore sulla statua di Xochipilli e, data la sua collocazione con altri enteogeni, ha suggerito che fosse probabilmente usato in un contesto rituale. Diversi alcaloidi sono stati isolati dalla pianta, tra cui i principali sono: criogenina, litrina e nesodina.
Sinicuichi potrebbe essere la pianta tonatiuh yxiuh "l'erba del sole" descritta nel Libellus de Medicinalibus Indorum Herbis composto nel 1552. Tonatiuh significa sole. Questo è interessante perché attualmente nell'America centrale e meridionale, sinicuichi è spesso chiamato abre-o-sol (albero del sole), o "aprisole". Tonatiuh yxiuh è descritto come una pianta a fioritura estiva, così come Heimia.
Tale "libello" contiene anche una ricetta per una pozione per vincere la paura. Si legge:
Permettere a chi è oppresso dalla paura di prendere come bevanda una pozione fatta con l'erba tonatiuh yxiuh che fa uscire la luminosità dell'oro.
Uno degli effetti del sinicuichi è che aggiunge un alone o una sfumatura dorata agli oggetti quando ingerito. 

## Tlapatl e Mixitl
Tlapatl e mixitl sono entrambe specie di Datura, Datura stramonium e Datura innoxia, con forti proprietà allucinogene (deliranti). Le piante hanno tipicamente fiori grandi, bianchi o violacei, a forma di trombetta e capsule di semi spinosi, quello di D. stramonium è eretto e discede da quattro valve, mentre quello di D. innoxia è orientato verso il basso e ha un'apertura irregolare. I principi attivi sono gli alcaloidi tropanici atropina, scopolamina e hyoscyamine.
La datura è usata da millenni. È stata impiegata da molti gruppi indigeni nel Nord, Centro e Sud America con diverse varietà di usi. In Messico, attualmente, sono chiamate toloache; tali specie di datura erano usate dagli aztechi per scopi medici, divinatori e malevoli.
Per la guarigione, il tlapatl veniva trasformato in un unguento che veniva spalmato sulle aree infette per curare la gotta e applicato come anestetico locale. Le piante venivano utilizzate anche con scopi malevoli verso altre persone. Ad esempio, si credeva che il mixitl avrebbe causato la paralisi e il mutismo di una persona, mentre il tlapatl avrebbe causato propblemi psichici e fatto impazzire coloro che lo ingerivano.

## Peyote
Il cactus noto come peyotl, o più comunemente peyote (Lophophora williamsii), ha una ricca storia di utilizzo in Mesoamerica. Il suo uso nel Messico settentrionale tra gli Huichol è stato descritto ampiamente. Si pensa che, poiché il peyote cresce solo in alcune regioni del Messico, gli Aztechi avrebbero ricevuto germogli essiccati attraverso il commercio a lunga distanza. Il peyote era considerato dagli aztechi una pianta protettiva. Sahagún ha suggerito che l'uso di questa pianta avrebbe permesso ai guerrieri aztechi di combattere come riportato dalle cronache dell'epoca.

## Pipiltzintzintli
R. Gordon Wasson ha ipotizzato che la pianta conosciuta come pipiltzintzintli sia in effetti la Salvia divinorum. Non è completamente certo se questa pianta sia stata utilizzata o meno dagli Aztechi come psicotropa, ma Jonathan Ott (1996) sostiene che sebbene ci siano diverse specie che potrebbero essere identificate come pipiltzintzintli, la Salvia divinorum è probabilmente la "miglior scommessa". Ci sono riferimenti sull'uso di pipiltzintzintli nei documenti di arresto spagnoli della conquista, nonché un riferimento alla miscela tra ololiuqui e pipiltzintzintli.
Contemporaneamente, i Mazatechi, che significa "popolo dei cervi" in Nahuatl, abitanti della regione di Oaxaca in Messico, utilizzavano Salvia divinorum quando i funghi Psilocybe non erano disponibili. Masticavano e ingoiavano le foglie di salvia fresca per entrare in uno stato di coscienza sciamanica. I Mazatechi usano ancora la pianta sia nella divinazione che nelle cerimonie di guarigione, forse come facevano gli Aztechi 500 anni fa. Gli utilizzatori attuali di Salvia hanno adattato il metodo tradizionale, rinunciando alla deglutizione dei succhi a causa del rapido assorbimento della Salvinorina A dalle mucose della bocca.